# Мејсон Сити (Ајова)
Мејсон Сити (енгл. Mason City) град је у америчкој савезној држави Ајова. По попису становништва из 2010. у њему је живело 28.079 становника.

## Демографија
Према попису становништва из 2010. у граду је живело 28.079 становника, што је -1.093 (-3.7%) становника више него 2000. године.
| Група             | 2000.          | 2010.          |
| Белци             | 27.237 (93,4%) | 25.450 (90,6%) |
| Афроамериканци    | 342 (1,2%)     | 509 (1,8%)     |
| Азијати           | 226 (0,8%)     | 247 (0,9%)     |
| Хиспаноамериканци | 1.005 (3,4%)   | 1.419 (5,1%)   |
| Укупно            | 29.172         | 28.079         |